# ユニバーサル・ピクチャーズ
ユニバーサル・ピクチャーズ（Universal Pictures、正式名称: ユニバーサル・シティ・スタジオ（Universal City Studios LLC））は、アメリカ合衆国の映画製作・配給会社。メディア企業コムキャストがNBCユニバーサルを通じて所有している。本社はカリフォルニア州サンフェルナンド・バレーのユニバーサル・シティにある。また配給などの部門はニューヨークに置かれている。
1912年にカール・レムリ、マーク・ディンテンファス、チャールズ・O・バウマン、アダム・ケッセル、パット・パワーズ、ウィリアム・スワンソン、デビッド・ホースリー、ロバート・H・コクラン、ジュール・ブリュラトゥールによって設立された、現存する米国で最も古い映画スタジオであり、ゴーモン、パテ、ティタヌス、ノルディスク・フィルムに次いで世界で5番目に歴史を持ち、ハリウッドの「ビッグ5」スタジオの中で最も古いメンバーでもある。モーション・ピクチャー・アソシエーション（MPA）のメンバーであり、ハリウッドの黄金時代の「リトル・スリー」のひとつである。

## 歴史

### エジソン・トラストとの戦いとスター・システム
ユニバーサルの創業者カール・レムリはユダヤ系ドイツ人で、1884年にドイツ南部ヴュルテンベルク王国ラウプハイムからアメリカへ移民し、ウィスコンシン州オシュコシュに住み衣服店を経営した。1905年、買い付けで赴いたシカゴで初めてニッケルオデオンと呼ばれる安価な映画館の人気に触れた。一説では、レムリは数時間も切符売り場を見つめて客数を数え、一日の売り上げがいくらになるかを計算したという。シカゴへの旅から数週間で彼はそれまでの商売をたたみ、ニッケルオデオンを数軒買収し映画ビジネスを始めた。
1908年、映画関係の特許を多数持つ発明王トーマス・エジソンは、自社をはじめとする当時の映画製作会社や配給最大手ジョージ・クライン、フィルムを製造するイーストマン・コダックと組んで映画配給を独占するトラスト「モーション・ピクチャー・パテント・カンパニー」（Motion Picture Patents Company、MPPC、別名エジソン・トラスト）を設立した。レムリほか当時の映画館経営者にとって、これはトラスト参加各社の作る映画を上映する度に料金を払わねばならなくなることを意味した。エジソンは映画用カメラや上映機など映画関係の機械に使われる電気モーターなど、多数の部品の特許をたてに、映画の撮影から上映までのすべての過程から料金を徴収して映画産業独占を強めようとした。
レムリほか不満を抱いたニッケルオデオン経営者らはエジソンへの料金支払いを回避するために独自の映画製作を行うこととし、1909年6月、カール・レムリとエイブ・スターン、ジュリアス・スターンはヤンキー・フィルム・カンパニー（Yankee Film Company）を設立、同社は急速に拡大しインディペンデント・ムービング・ピクチャー・カンパニー（Independent Moving Picture Company、略称IMP）となった。レムリは、出演料の高騰を防ぐため俳優の名を映画にクレジットしないというエジソンらの慣習を破り、登場するスターらの名を表示するようにしたため、当時の主要な映画俳優の多くがレムリらと仕事することを望んだ。こうして彼はスター・システムの形成に成功した。1910年、それまでバイオグラフ・スタジオ（Biograph Studios）の映画に出演し単に「バイオグラフ・ガール」と呼ばれていた女優フローレンス・ローレンスの宣伝を手掛け、アメリカの映画会社として初めてスター俳優の名を映画のマーケティングに使用することとなった。
1912年6月8日、レムリはIMP社とその他8つの中小映画会社を合併し、ユニバーサル・フィルム・マニュファクチュアリング・カンパニー（Universal Film Manufacturing Company）を設立、ここではじめて「ユニバーサル」の名が登場する。レムリは、マーク・ディンテンファス（Mark Dintenfass）、チャールズ・バウマン（Charles Baumann）、アダム・ケッセル（Adam Kessel）、パット・パワーズ（Pat Powers）ら共同経営者らの中でも代表的な人物であり、最終的には彼ら全員の株を買い取り追放した。このユニバーサル社は映画館は持たなかったものの複数の映画製作業者と映画配給業者が水平統合を行ったものであり、1925年には有限責任の会社組織となりユニバーサル・ピクチャーズ・カンパニー（Universal Pictures Company, Inc.）へと発展する。

### ユニバーサル・シティの建設

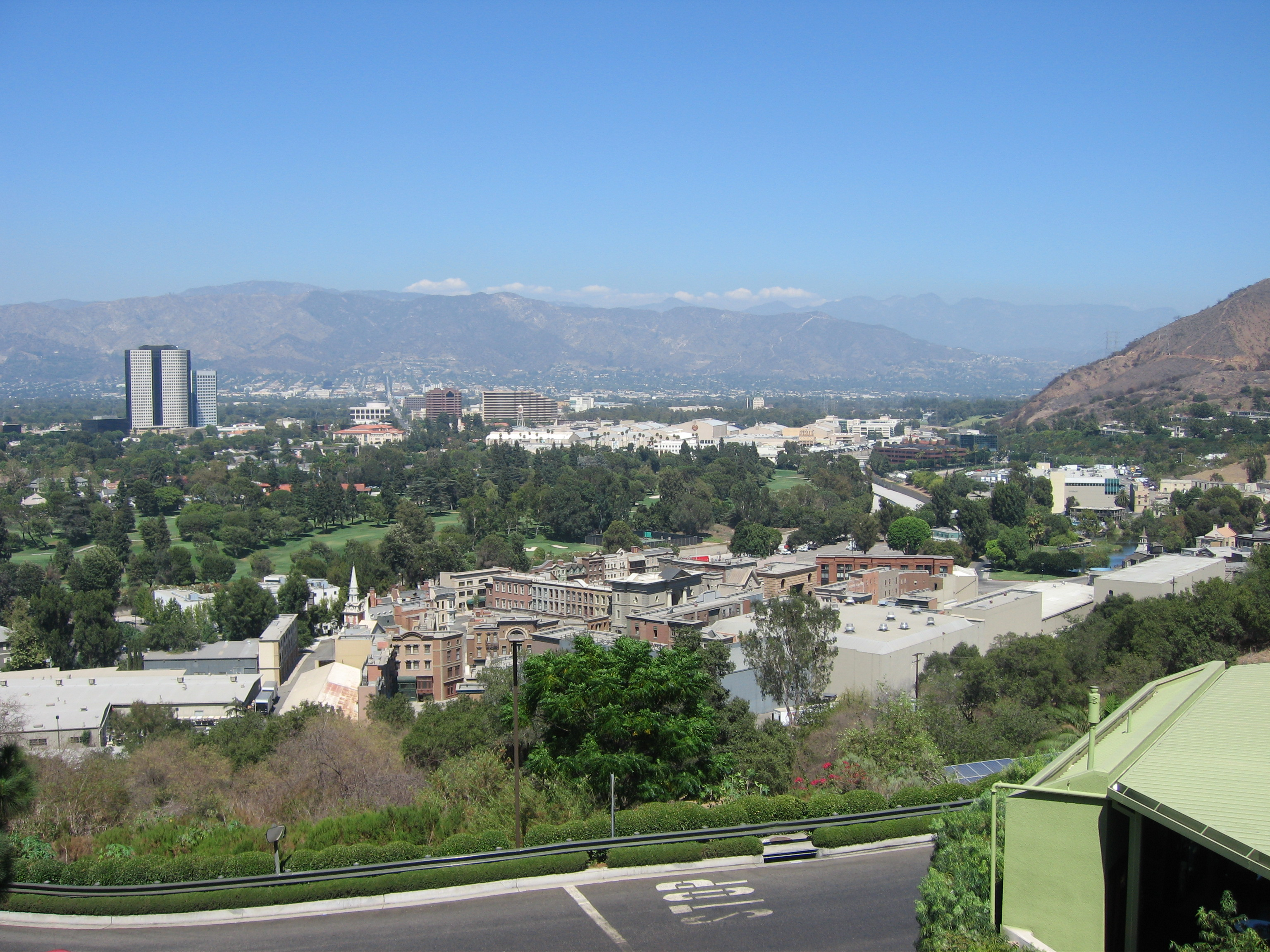
現在のユニバーサル・シティ。オープンセットを作るための広大なバックロットがスタジオ裏に広がる

1910年代、アメリカ東部にあった独立系映画会社がエジソンの追及から逃れて西海岸に移転する動きが強まる中、1912年末にはユニバーサルもハリウッド周辺での映画製作に集中した。この時期に採用した最初のロゴは「地球の周りをとりまく輪に、太いケンタッキー体の文字で社名を表記する」というもので、すでに今日のユニバーサルのロゴにつながるデザインであった。1915年にはレムリは世界最大の映画撮影所である広さ230エーカー（0.9平方km）のユニバーサル・シティ・スタジオを、ハリウッドの町からカフエンガ峠を越えたところにあるサンフェルナンド・バレー地区の牧場に開設した。これが新しい町ユニバーサル・シティの始まりでもある。他の映画会社と異なり、レムリのスタジオは観光客の見学を歓迎し、今日のユニバーサル・スタジオ・テーマパークにつながっている。ユニバーサルのスタジオはハリウッドでも最大であったが、その製作する映画はほとんどが小さな町の観客を相手にしたメロドラマや西部劇、連続活劇などの低予算映画であった。
レムリの映画業界に果たした役割は革新者であったが、彼の経営姿勢はきわめて慎重であった。パラマウント映画の創始者アドルフ・ズッカー（Adolph Zukor）、20世紀フォックスの創始者ウィリアム・フォックス（William Fox）、MGMの創始者マーカス・ロウ（Marcus Loew）らと異なりレムリは全米の劇場網を作らなかった。レムリはまた自社の映画全ての資金集めや出資をおこない、借金をすることを拒んだ。この方針は、同社が起用した俳優・映画監督エリッヒ・フォン・シュトロハイムが『悪魔の合鍵』や『愚かなる妻』などの諸作にきわめて贅沢な製作費を注いだことで破綻しかけたが、ユニバーサルは扇情的な宣伝を行って観客を集め、巨額の製作費の一部を抜け目なく回収した。次作の『メリー・ゴー・ラウンド』（1922年）ではついにユニバーサルと衝突したシュトロハイムは製作途中で追放された。1920年代のユニバーサルにおいては性格俳優ロン・チェイニーが大人気スターとなり、特に劇映画で活躍した。彼がユニバーサル時代に放ったヒット作には『ノートルダムの傴僂男』（1923年）『オペラの怪人』（1925年）があり、後のホラー映画に大きな影響を与える。レムリはこの時期、製作方針の決定を「天才少年」と呼ばれたプロデューサー・アーヴィング・タルバーグ（Irving Thalberg）に任せていた。タルバーグはレムリの個人秘書として映画業界に入ったが、撮影所をどのように効率的に運営するかというタルバーグの洞察にレムリは圧倒され、撮影所長に抜擢した。タルバーグは適正な脚本に適切な俳優とスタッフを起用し、サイレント映画時代のハリウッドには他に類を見ないほどの効率的で収益の高い映画製作をもたらし、『ノートルダムの傴僂男』などの大成功の功労者となった。より多額の支払いを約束したライバルのルイス・B・メイヤー（後のMGMの創始者）は1924年にタルバーグの引き抜きに成功し、タルバーグの導きを失ったユニバーサルはその後数十年間、二流のスタジオの地位に甘んじる。大手映画スタジオ（メジャー）のうち、5大メジャー（ビッグ・ファイブ）と呼ばれる、スタジオ経営から映画館網の所有までの垂直統合を成し遂げた5つの大手映画スタジオに対して、ユニバーサル、コロンビア映画、ユナイテッド・アーティスツの3社は独自の映画館網を持たないためメジャーの中でも一段低い位置にあり、「リトル・スリー」と称されていた。
1926年、ユニバーサルはドイツに新たな映画撮影所、ドイツユニバーサル映画（Deutsche Universal-Film AG）を設立し、ジョー・パスターナク（Joe Pasternak）が製作を指揮した。この製作班は1936年にナチス支配の強まるドイツからハンガリーへ、さらにオーストリアへと移転し最終的に消滅するまでの間に、年3本から4本の映画を製作している。トーキー映画の登場後、彼らはドイツ語をはじめとしてハンガリー語、ポーランド語による映画を製作している。ユニバーサルはドイツ子会社の製作映画をアメリカ本国で配給することはなかったが、ニューヨークなどにあった独立系配給業者や外国語映画配給業者に売って英語字幕なしで公開させている。

### アニメーション映画製作とディズニーとの係争
ユニバーサルがアニメーション映画とそのキャラクターをめぐり起こした係争は、アニメーション映画業界の形成、特にウォルト・ディズニー・カンパニーの形成に大きな影響を与えた。
1927年、映画プロデューサーで配給業者のチャールズ・B・ミンツ（Charles B. Mintz）はマーガレット・J・ウィンクラー（Margaret J. Winkler、ワーナー・ブラザース創業者のハリー・ワーナーの元秘書で、フライシャー・スタジオとの仕事やフィリックス・ザ・キャットの版権獲得などで初期のアニメーション映画製作に重要な役割を果たした）と結婚し、彼女の会社ウィンクラー・スタジオの経営を掌握した。ウィンクラー・スタジオを率いる彼は、ユニバーサル映画から、ユニバーサルが配給する予定の新作アニメーション映画シリーズの製作を受注した。この『オズワルド・ザ・ラッキー・ラビット』（Oswald the Lucky Rabbit）シリーズはウォルト・ディズニーのアニメーション映画スタジオの初期の共同経営者であったアブ・アイワークス（Ub Iwerks）により製作された。若き日のディズニーは当時、ウィンクラー・スタジオと契約して数々の短編アニメーションを手掛けており、『オズワルド』もそうした一編であった。
『オズワルド』シリーズは1927年、ユニバーサルによる劇場公開で高い収益を得た。キャラクターを作ったのはディズニーの一員のアイワークスであったが、その所有権はユニバーサルにあった。ディズニーはより高い契約を求めてミンツと交渉にあたったが、ミンツは『オズワルド』の所有権をてこにディズニーに低料金での製作を受け入れるよう要求した。交渉の結果ディズニーは要求をのむことを断りユニバーサルを去ったが、大ヒットした『オズワルド』を作ることのできなくなったディズニーとアイワークスは、ウサギのオズワルドの見た目を若干手直ししたネズミのキャラクター「ミッキーマウス」を作った。トーキー方式で公開された『蒸気船ウィリー』（1928年）でミッキーマウスが初めて登場し大成功を収め、ディズニーが第一歩を踏み出した。一方、カール・レムリはアニメーションの外部委託をやめて自社制作をすることとし、1929年から1930年代半ばまでウォルター・ランツの「ユニバーサル・カートゥーン・スタジオ」に『オズワルド』シリーズなどを作らせ続けたが、『オズワルド』に続く大ヒットキャラクターを生み出すに至らず、比較的マイナーなアニメーション製作者となるにとどまった。

### レムリ家による縁故主義とミュージカル、ユニバーサル・モンスターズ

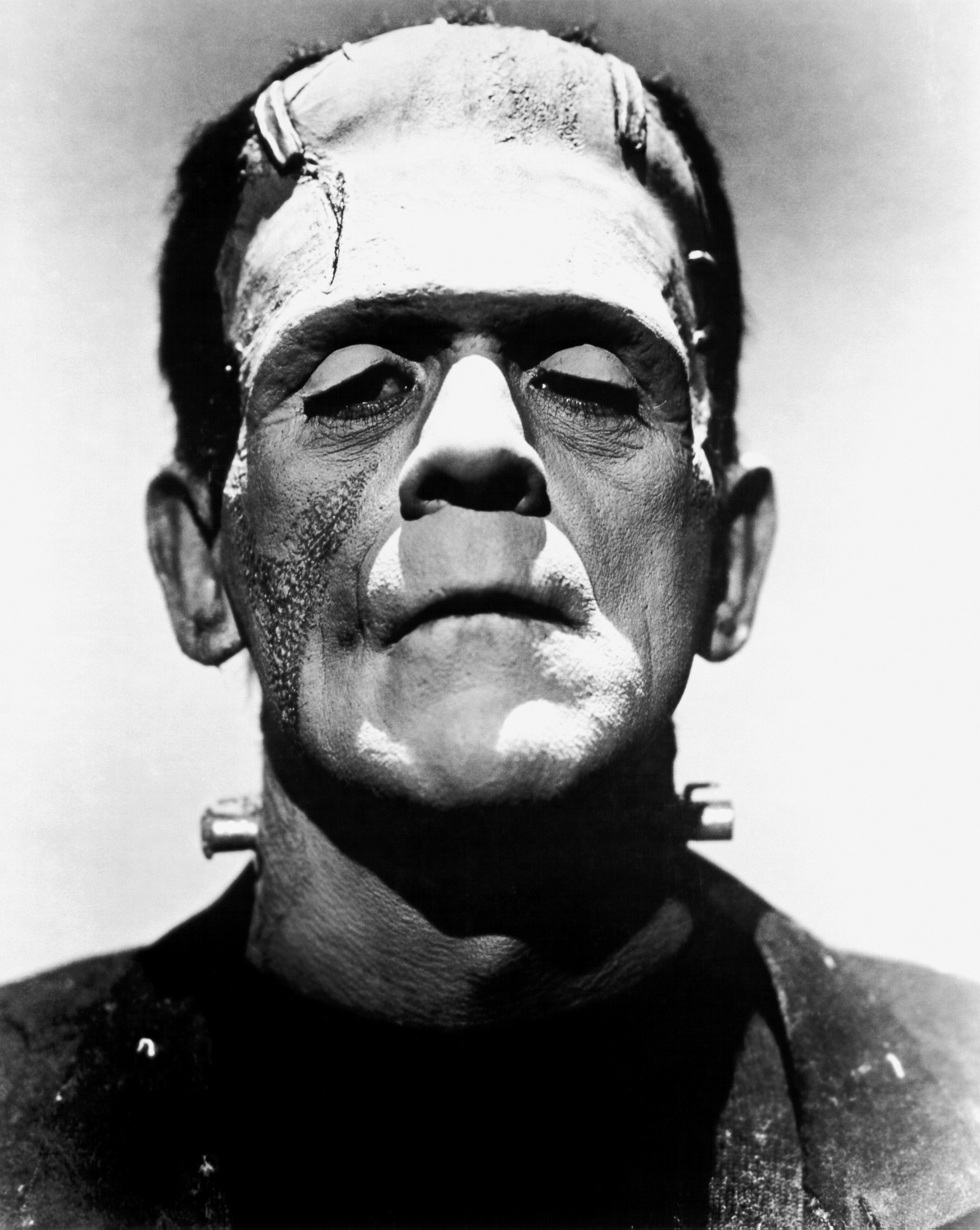
『フランケンシュタイン』　（1931年）、ボリス・カーロフ主演

1928年、カール・レムリは、息子であるカール・レムリ・Jrの21歳の誕生日プレゼントとしてユニバーサル映画の社長の地位を与えた。当時すでにユニバーサルには縁故主義の評判が立っており、レムリの親戚のうち70人がユニバーサル映画で仕事を得ていた。そのうちのほとんどは甥であったため、カールはスタジオ関係者の間で「カールおじさん」と呼ばれていた。
新社長カール・Jrは、ユニバーサルを時流に合った会社にするよう父カール・シニアを説得した。カール・Jrは劇場網を買収し新たな劇場を造り、スタジオをトーキー映画製作に転換させるなど高品質の映画作りに向けた攻撃的経営を行った。この努力は、部分的にトーキー化されたミュージカル映画『ショウボート』（1929年）、テクニカラーを導入した贅沢なミュージカル映画『ブロードウェイ』（1929年）、ユニバーサル初の全編カラーのミュージカル映画『キング・オブ・ジャズ』（1930年）などに結実した。また『西部戦線異状なし』は1930年のアカデミー賞で作品賞を受賞した。
カール・Jrはさらに、ニッチな分野であったモンスター映画の分野でロングラン・シリーズを手掛けて大成功を収めた。これが1931年の『魔人ドラキュラ』を始めとする『フランケンシュタイン』（1931年）、『ミイラ再生』（1932年）、『狼男』（1941年）などのユニバーサル・モンスターズと呼ばれるホラー映画で、これ以後ユニバーサルはホラー映画で世界的に名をはせることになった。ドラキュラ伯爵、フランケンシュタインの怪物、ミイラ男、透明人間、狼男といったモンスターは現在も幅広い世代に愛され、リメイクやユニバーサル・スタジオのアトラクションなどを通じてユニバーサル映画に利益をもたらしている。
この時期カール・Jrが手がけた映画には、ほかにもドラマの佳作『模倣の人生』（Imitation of Life、1934年）や、スクリューボール・コメディ『襤褸と宝石』（My Man Godfrey、1936年）などがある。
しかし、こうしたトーキー化・カラー化などの高品質路線や攻撃的経営は会社の財政を傾けてゆく。

### レムリ家の追放と低予算映画への移行
カール・Jrが映画製作の近代化や、製作から上映までの垂直統合などを進めた時期はちょうどアメリカが大恐慌の底に落ち込んだ時期に重なっており、この時期の大規模投資はきわめてリスクが大きなものとなってしまい管財人の管理下に置かれてしまう。映画館チェーンは解体されたが、カール・Jrはなおも配給から製作までを支配していた。

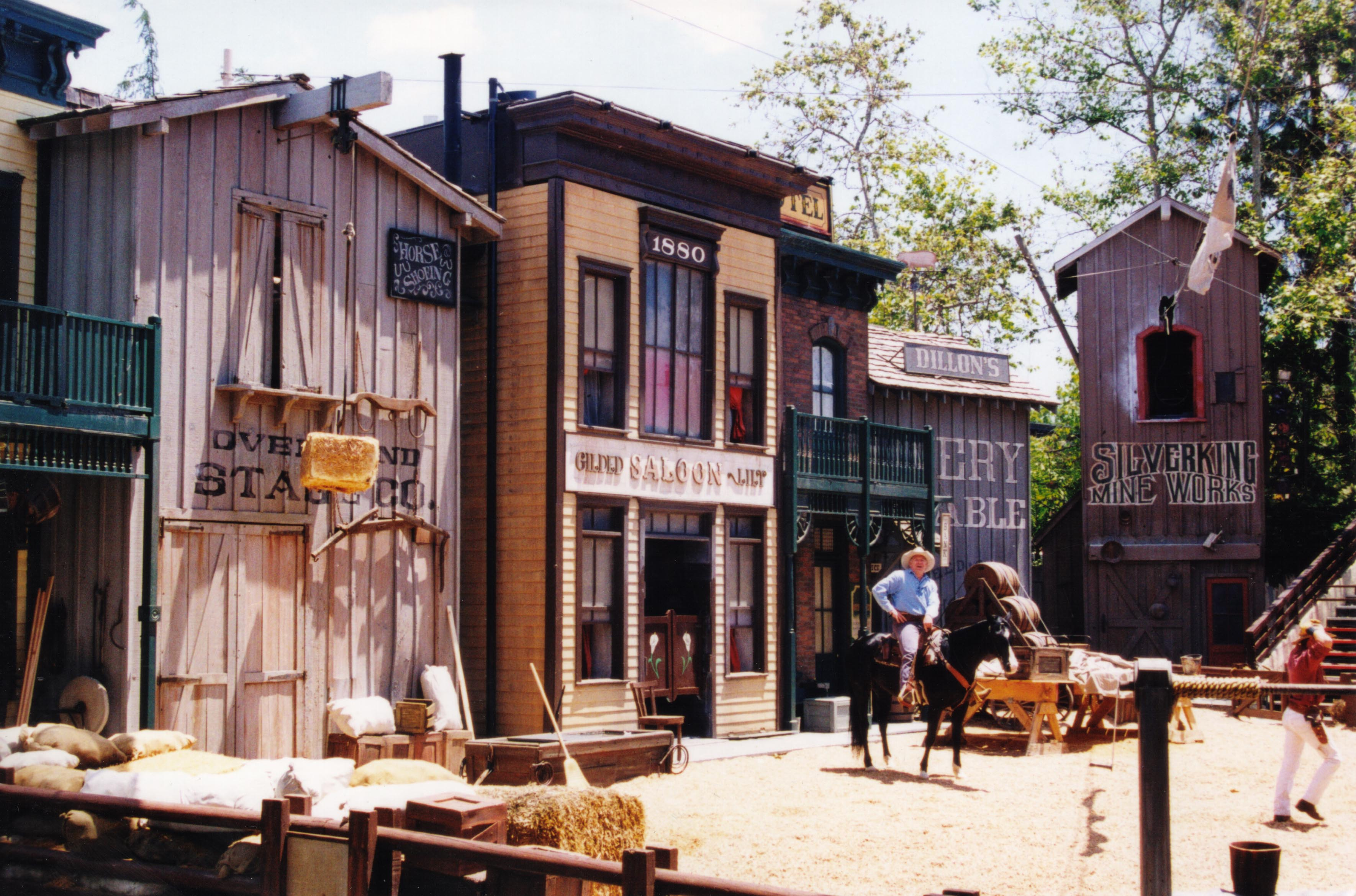
ユニバーサル・スタジオ・ハリウッドにある西部劇のセット

レムリ家によるユニバーサル社支配の終焉は1935年末、1929年に大成功した『ショウボート』を、ブロードウェイでの舞台化の際の俳優を起用してさらに贅沢にリメイクしようとしたときに訪れた。株主の間では、以前からカール・Jrの費用のかかる映画製作に対する警戒は存在し、1935年初頭に巨額を投じた西部劇『黄金』（Sutter's Gold）が興行に失敗して以来警戒心が高まっていた。彼らはレムリ家が製作費の借入を行わない限り『ショウボート』の製作を開始することは許さないと反発した。ユニバーサル経営陣は製作費にあてるため、レムリ家の所有するユニバーサル映画の経営権を担保にして75万ドルをスタンダード・キャピタル（Standard Capital Corporation）から借入れざるをえなかった。これはユニバーサル社の26年の歴史で初めての映画製作のための借金であった。製作費は様々なトラブルから予定より30万ドルも超過し、手元の運転資金のなくなったユニバーサルにはスタンダード・キャピタルに返す金もない状態であった。スタンダード・キャピタルは抵当権を流し、1936年4月2日に経営権を掌握した。1936年版の『ショウボート』は大成功し、今日でもミュージカル映画史上最高の作品として高い評価を得ている。しかし、こうした好評はレムリ家を救うことはできず、彼らは自分たちが創業した会社から追われることになる。
スタンダード・キャピタルの社長・ジョン・チーヴァー・カウディン（John Cheever Cowdin）はユニバーサルの社長および取締役会会長となり、映画製作費に対し大なたを振るった。ウィリアム・ワイラーやマーガレット・サラヴァンといった名監督やスターらとの関係や契約も打ち切られ、彼らはユニバーサルを去る。第二次世界大戦のはじまったころには、ユニバーサルは西部劇、メロドラマ、連続活劇などの低予算映画や、ユニバーサル得意の怪奇映画の低予算の続編などを細々と製作している状態となった。ユニバーサル・カートゥーン・スタジオも経営陣交代を期にユニバーサルの元を離れ、「ウォルター・ランツ・プロダクションズ」として独立し、ユニバーサルにカートゥーン映画を提供し続けた。

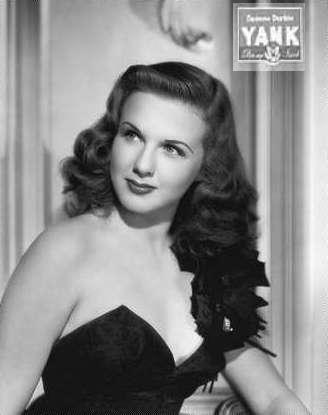
ディアナ・ダービン

この時期、ユニバーサルのドイツ子会社で若いソプラノ歌手を起用した軽いタッチのミュージカルをプロデュースして成功を収めてきたジョー・パスターナクがアメリカに亡命し、同様の映画をユニバーサルで展開した。10代の歌手ディアナ・ダービン（Deanna Durbin）はパスターナクのアメリカでの最初の映画『天使の花園』（Three Smart Girls、1936年）を大成功に導き、破産状態のユニバーサルを救った。1930年代後半のユニバーサルを存続させたスターを一人挙げるとすれば、まちがいなくダービンであろう。しかしダービンが大きくなりそれまでの10代の少女役をこなせないようになり大人の女優への転換を図ろうとしたとき、スタジオは13歳のグロリア・ジーン（Gloria Jean）と契約し、それまでパスターナクのミュージカル映画でダービンが演じてきた役をジーンに演じさせた。ジーンはビング・クロスビー、W・C・フィールズ（W. C. Fields）、ドナルド・オコナー（Donald O'Connor）らと共演している。
経営危機の時代のユニバーサルには安定したスター俳優が少なく、他のスタジオの契約俳優を借りたり、フリーの俳優を雇用したりといったことが日常であった。ジェームズ・スチュワート、マレーネ・ディートリヒ、マーガレット・サラヴァン、ビング・クロスビーらはこの時期ユニバーサルの複数の映画で仕事をしたスター俳優たちである。スター俳優にはラジオから進出した者（W・C・フィールズ、エドガー・バーゲン（Edgar Bergen）、アボットとコステロ（バッド・アボット（Bud Abbott）とルー・コステロ（Lou Costello）の2人組コメディ俳優）など）もいた。特にアボットとコステロの軍隊慰問映画『凸凹二等兵の巻』（Buck Privates、1941年）は大ヒットとなり、バーレスク芸人出身の「凸凹コンビ」はアメリカの国民的大スターとなって、ダービンの軽ミュージカル映画で息をつないでいたユニバーサルの経営を支えた。
戦時下のユニバーサルでは、プロデューサーのウォルター・ウェンジャー（Walter Wanger）と監督フリッツ・ラングのコンビによる映画も製作されたが、『Cobra Woman』『Frontier Gal』などといったセクシー女優の活躍する秘境冒険ものなどが上映スケジュールの大半を占めていたユニバーサルでは目立たない存在であった。1930年代末から1940年代半ばにかけての時期も、ユニバーサルの観客と言えば近隣の小さな映画館に通うような観客が主であり、スタジオはこうした観客のためにコメディや連続活劇などの低予算映画を多数製作していた。アクション活劇の『Dead End Kids』シリーズや『Little Tough Guys』シリーズ、冒険コメディの『Baby Sandy』シリーズ、ヒュー・ハーバート（Hugh Herbert）出演のコメディ映画シリーズ、フランケンシュタインの怪物・ドラキュラ・狼男・透明人間・ミイラ男などの登場する怪奇映画シリーズ、ベイジル・ラスボーン主演のシャーロック・ホームズもの、グロリア・ジーンやドナルド・オコナー、ペギー・ライアン（Peggy Ryan）らティーンエイジ俳優主演の青春ミュージカル、ラジオドラマから生まれたサスペンス映画シリーズ『インナー・サンクタム・ミステリーズ』（The Inner Sanctum Mysteries）などが挙げられる。こうした低予算映画中心のラインナップであったため、ハリウッドのメジャー映画スタジオの中では三色法によるテクニカラー方式を使った映画製作を最後に導入したスタジオとなった。ユニバーサル最初のテクニカラー映画は1942年のジョン・ホール（Jon Hall）およびマリア・モンテス（Maria Montez）主演のスペクタクル映画シリーズ『アラビアン・ナイト』シリーズであった。1944年にクロード・レインズとネルソン・エディ主演でリメイクされた『オペラの怪人』でもテクニカラーが使用された。

### ユニバーサル・インターナショナルの発足とデッカによる買収
1945年、イギリスの起業家でパインウッド・スタジオの経営者でもあったジョセフ・アーサー・ランク（J. Arthur Rank）はアメリカでの存在感を高めようとし、自身の会社及びユニバーサル・ピクチャーズ、インディペンデント映画会社のインターナショナル・ピクチャーズ、映画プロデューサー・ケネス・ヤング（Kenneth Young）の会社の4社を合併させた。こうしてユナイテッド・ワールド・ピクチャーズ（United World Pictures）が誕生したが1年もたたずに経営難から解消してしまう。ランクとインターナショナル・ピクチャーズはなおもユニバーサルに対する興味を持ち続け、再編の結果ユニバーサル・インターナショナル・ピクチャーズ（UIP、Universal-International Pictures Inc.）を成立させた。インターナショナル・ピクチャーズの創業者でルイス・B・メイヤーの義理の息子でもあったウィリアム・ゲーツ（William Goetz）は改名後のユニバーサル・インターナショナル・ピクチャーズで製作部門トップとなった。配給と著作権管理はユニバーサル・ピクチャーズの名で行われたが、映画の製作や輸出入、製作部門の作った映画の著作権管理などはユニバーサル・インターナショナル・ピクチャーズが行っていた。ゲーツは新しい会社の地位を高めるためにそれまでユニバーサルが手がけていたB級映画（ミュージカル、コメディ、西部劇など65分以内の短編・中編映画）の製作を中止し、モンスター映画やアラビアン・ナイト・シリーズなどは打ち切ることを決めた。
ゲーツは意欲的な番組製作を開始した。ユニバーサル・インターナショナルはランクの製作するイギリス映画、たとえばデヴィッド・リーンの『大いなる遺産』やローレンス・オリヴィエの『ハムレット』などのアメリカでの配給を請け負った。また劇場以外での上映という手付かずの分野に目をつけ、ホーム・ムービー（個人宅での上映用に、商業映画を8mmフィルムや16mmフィルムにして販売・レンタルするもの）の業者であるキャッスル・フィルムス（Castle Films）の株の過半数を1947年に買収し、1951年には完全子会社とした。以後30年にわたりキャッスルはユニバーサルの所有するライブラリからの映画をホーム・ムービー愛好家やコレクターに販売し続けた。
映画製作部門はなおも苦闘を続けていた。『卵と私』（The Egg and I）、『殺人者』（The Killers）、『裸の町』（The Naked City）などわずかなヒットを除き、ユニバーサル・インターナショナルの新しい劇場用映画は売り上げ不振に陥っていた。1940年代末にはゲーツはスタジオを退き、ユニバーサルは再度かつてのような低予算映画を製作し始めた。しゃべるロバ・フランシスを主人公にした『Francis the Talking Mule』シリーズや、『卵と私』からのスピンオフである『ダイナマイト夫婦』（Ma and Pa Kettle）シリーズなどが新しいラインナップの中心となった。さらにアボットとコステロシリーズの新作も再開しスタジオの大きな収益となった（この中にはアボットとコステロが同じくユニバーサルの名物キャラクターであったフランケンシュタインなどと共演する『凸凹フランケンシュタインの巻』（Abbott and Costello Meet Frankenstein）といったシリーズもある）。この時点で既にランクはユニバーサルへの興味を失い、自らの持ち分を投資家ミルトン・ラックミル（Milton Rackmil）へと売却した。ラックミルの経営するデッカ・レコードは1952年にユニバーサルの経営権を完全に手に入れた。
新たな親会社デッカはユニバーサルの映画製作費を低いままとしたが、これは当時激変期にあったアメリカの映画ビジネスではかえって有利となった。映画館網から配給・製作までを支配していた他のメジャー各社は、「アメリカ合衆国対パラマウント映画」裁判で司法省などに独占禁止法違反で訴えられて1948年に敗北し、映画館網から契約俳優までつぎつぎと放出し始めていた。主要なスター俳優たちはフリーの俳優となって適切な時期に適切な会社の適切な映画で出演することを選ぶようになり、俳優事務所が力を持ち始めていた。1950年、大手俳優事務所ミュージック・コーポレーション・オブ・アメリカ（MCA）で俳優のジェームズ・スチュワートの代理人を務めていたルー・ワッサーマン（Lew Wasserman）は、ユニバーサルとスチュワートとの契約交渉でそれまでの慣例を変える決定を行う。ワッサーマンの結んだ契約では、スチュワートは高い出演料をとらない代わりに、3本の出演映画の収益から一定の取り分を得ることとなっていた。そのうちの1本、『ウィンチェスター銃'73』（Winchester '73）は大ヒットとなりスチュワートは巨額の取り分を手にした。こうした出来高払いがユニバーサル映画の、さらに後のハリウッドの主流となってゆく。

### MCAによる買収

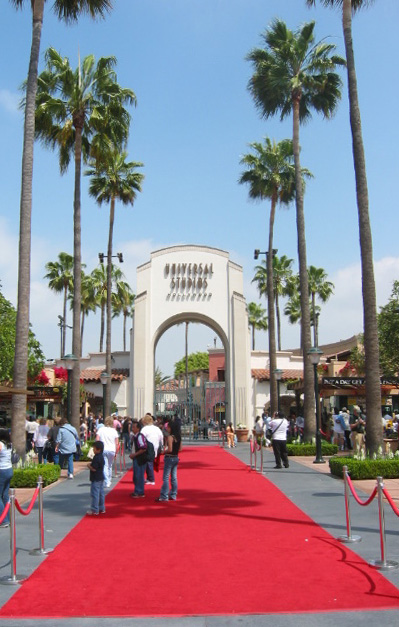
ユニバーサル・スタジオ・ハリウッド（スタジオ敷地内に併設されたテーマパーク）のセレモニアル・ゲート

1950年代末にはアメリカの映画産業は崩壊寸前の危機にあった。スタジオから劇場網までを独占するシステムは壊れ、維持費の高いスタジオ・システムは持ちこたえられなくなった一方、テレビの普及で劇場離れが起こり、観客数は激減した。一方、MCAはテレビ番組製作へと進出して大成功を収めており、B級映画会社からテレビ製作会社へと変わりつつあったリパブリック・スタジオ（Republic Studios）からスタジオ施設を借りてテレビ製作子会社レヴュー・プロダクションズ（Revue Productions）へと又貸ししていた。倒産寸前のユニバーサルは1958年、閉鎖していた自社の360エーカー（約1.5平方km）もの広さのスタジオをMCAに1,100万ドルで売却し、MCAはこれを「レヴュー・スタジオ」と改名した。MCAは施設を買収したもののユニバーサル本体は買収しなかったが、ユニバーサルに対するMCAの影響は拡大し続けた。MCAのもとで製作スタジオは現代化され、MCAが契約していたドリス・デイ、ラナ・ターナー、ケーリー・グラントといったスターたちがユニバーサルと契約し映画に出演していた。
長年待たれていた、MCAによるユニバーサル本体の買収は、1962年半ばにMCAがユニバーサルの親会社デッカレコードと合併しMCAが存続会社となったことで現実のものとなった。製作子会社のユニバーサル・インターナショナル・ピクチャーズは再びユニバーサル映画へと改名した。MCAは俳優事務所部門を閉鎖する前に、MCAの顧客であった俳優たちにユニバーサルとの契約を結ばせた。1964年にはユニバーサル映画の映画・テレビ製作部門とレヴュー・プロダクションなどを再編してユニバーサル・シティ・スタジオ・インク（Universal City Studios, Inc.）が誕生し、レヴュー・プロダクションは1966年にユニバーサル・テレビジョンへと改名した。こうして1960年代の間に、MCAの手によりユニバーサルはかつての低予算映画会社時代にはありえなかったほどの姿へと変身する。第一級の現代的な映画スタジオ、主要なスター俳優やスター監督らとの契約、華やかで商業的にも成功する映画のラインナップが実現し、1964年には観光客向けにスタジオ・ツアーを行う子会社も発足させた。しかし映画観客が減り続ける時期にようやく一流の映画スタジオが実現したのはいかにも遅すぎた。1968年には映画製作部門は縮小され、ユニバーサルのスタジオは三大ネットワーク、特にNBCの番組製作が主になり（後にNBCはユニバーサルと合併しNBCユニバーサルとなる）、プライムタイムの番組の半分ほどがユニバーサルで製作された番組で占められるようになった。この時期のユニバーサルは、テレビ向け映画の先駆者となったことを自社による業界革新の一例として特に誇っていた。
しかしユニバーサルの映画製作部門は1970年代にもヒット作を作った。『スティング』やジョージ・ルーカスの『アメリカン・グラフィティ』といった佳作、あるいは『大空港』や『大地震』といったオールスター出演パニック映画などは1970年代前半の成果である。さらにスティーヴン・スピルバーグを起用した『ジョーズ』の特大級のヒットにより、半ばテレビ映画製作会社と化していたユニバーサルは一流の映画製作会社として再生し、以後『E.T.』、『バック・トゥ・ザ・フューチャー』シリーズ、『ジュラシック・パーク』シリーズへと続くブロックバスター映画の時代を切り開いた。
こうしたヒットはあったものの、依然として映画製作は当たり外れの大きなビジネスであった。1970年代初頭、ユニバーサルはパラマウント映画（当時はコングロマリットであるガルフ・ウェスタンの傘下）と組んで、両社の映画をアメリカ国外で供給してリスクを分散するための映画配給会社シネマ・インターナショナル・コーポレーション（Cinema International Corporation、CIC）を作った。CICは1981年にユナイテッド・アーティスツも配給に加わったことによりユナイテッド・インターナショナル・ピクチャーズ（UIP、United International Pictures）となった。UIPは1997年からドリームワークスの配給も手がけた一方、2001年でMGMが20世紀フォックスによる配給へと移行してUIPから脱退している。ユニバーサルの親会社MCAは、1990年にMCAユニバーサル・ホーム・ビデオ（MCA/Universal Home Video）を設立し、家庭向けのビデオソフト販売や、後にはDVD販売を行った。

### 松下、シーグラム、ヴィヴェンディ、NBCユニバーサル

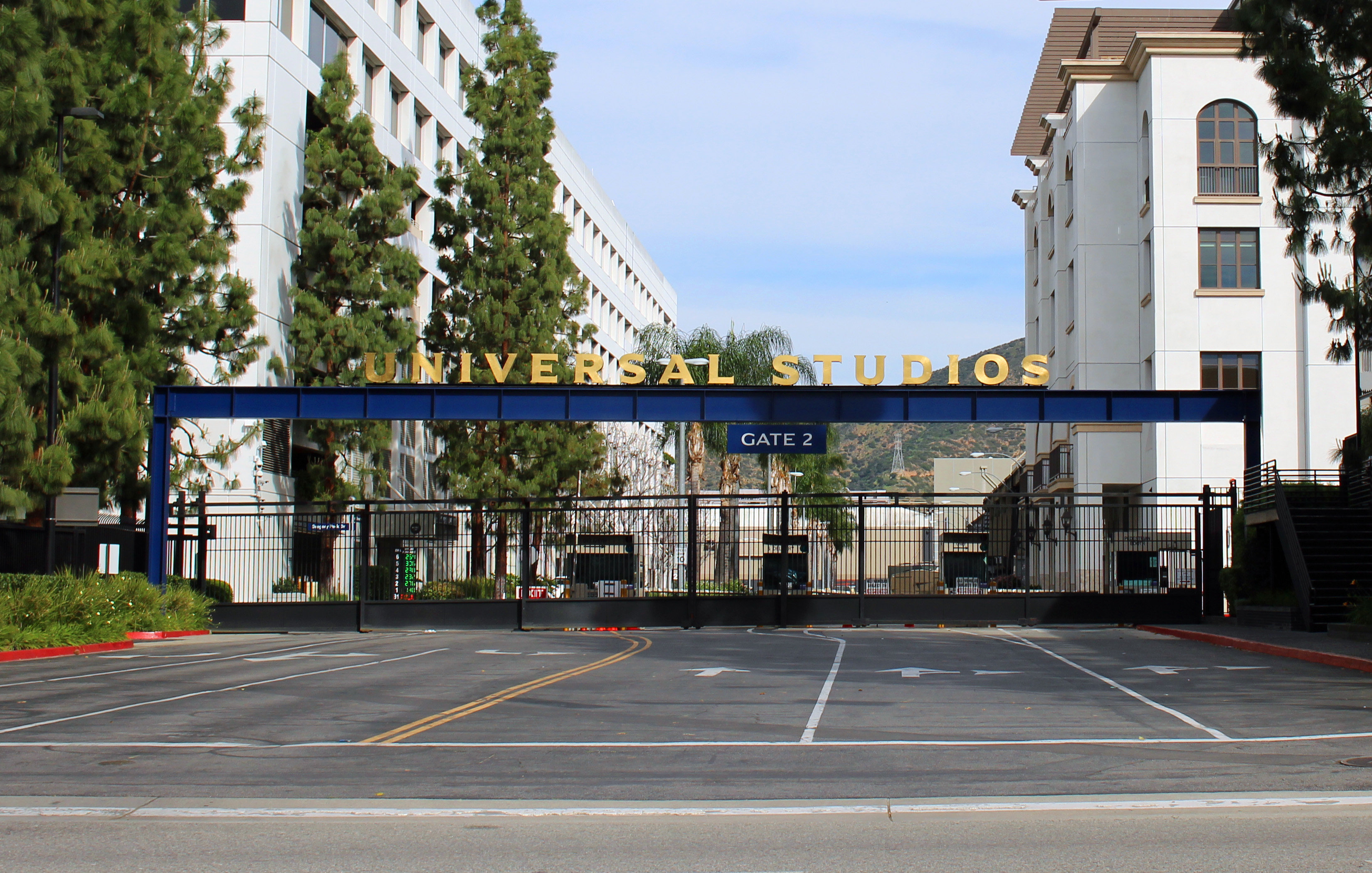
ユニバーサル・スタジオのゲート2（週末の閉鎖時の様子）

テレビ放送局やケーブルテレビにおける同社の地位を拡大するため、MCAの大株主で会長を長年務めたルー・ワッサーマンは資金力のあるパートナーを探し続けてきた。1990年に映像コンテンツの入手を希望していた日本の電気機器メーカー・松下電器産業による買収を受け入れ、1990年12月に61.3億米ドル（約7800億円、当時の日本企業による買収最高額）をかけてTOBによる完全子会社化を完了した。しかし松下とMCAの企業文化の違いは乗り越えられるものではなく、1995年に松下はカナダの酒類メーカー・シーグラムにMCA/ユニバーサルの持株80%を売却。1996年12月9日にユニバーサル・スタジオ・インク（Universal Studios, Inc.）へと改名、MCAミュージック・エンタテイメント・グループはユニバーサル ミュージック グループ（UMG）に改名した。
シーグラムはメディア帝国の建設を構想し1999年に104億米ドルでポリグラムを買収し、ユニバーサル ミュージック グループは世界最大規模のレコード会社となった。本業による収益を元手にシーグラムは数々の娯楽企業を傘下に収めた。
資金調達のため、シーグラムの会長エドガー・ブロンフマン・ジュニア（Edgar Bronfman Jr.）はユニバーサルのテレビ部門およびケーブルテレビ局部門USAネットワークをメディア実業家バリー・ディラー（Barry Diller）に売却した（ユニバーサルは、後に両部門を売却時よりも高騰した値段で買い戻している）。2000年6月、シーグラム自身が酒類部門と娯楽部門に分割されて身売りし、娯楽部門はフランスの水道・メディア企業ヴィヴェンディ（フランスの大手映画会社スタジオカナル（StudioCanal）などを所有していた）に買収されヴィヴェンディ・ユニバーサルが誕生。松下電器が保有し続けた20%の持株は2006年に売却し、以後、ユニバーサル映画はスタジオカナルによる映画のアメリカ配給権を取得したほか、ユニバーサルとスタジオカナルの共同製作映画（『ラブ・アクチュアリー』など）も作られた。
2004年、負債の膨らんだヴィヴェンディ・ユニバーサルは、ヴィヴェンディ・ユニバーサル・エンタテインメント（映画製作部門及びテーマパーク部門を含む）の株の80%をNBCの親会社ゼネラル・エレクトリック（GE）に売却した。こうしてNBCとユニバーサルを合わせたメディア複合企業が誕生し、NBCユニバーサルと改名した（ヴィヴェンディは2009年までNBCユニバーサルの株の20%を維持していたが、GEに売却して完全に撤退した。なおユニバーサル ミュージック グループはヴィヴェンディのグループ企業にとどまった）。
2005年末、バイアコムのパラマウント・ピクチャーズ部門が、GEとドリームワークスとの買収交渉の最中にドリームワークス買収に名乗りを上げた。ユニバーサルで長年会長を務めていたステイシー・スナイダー（Stacey Snider）は2006年初頭にユニバーサルを去り、新しくバイアコム傘下で出発したドリームワークスの社長に収まった。
2011年、GEがヴィヴァンディからNBCユニバーサルの株式を購入した。

### コムキャスト（2011年 - 現在）

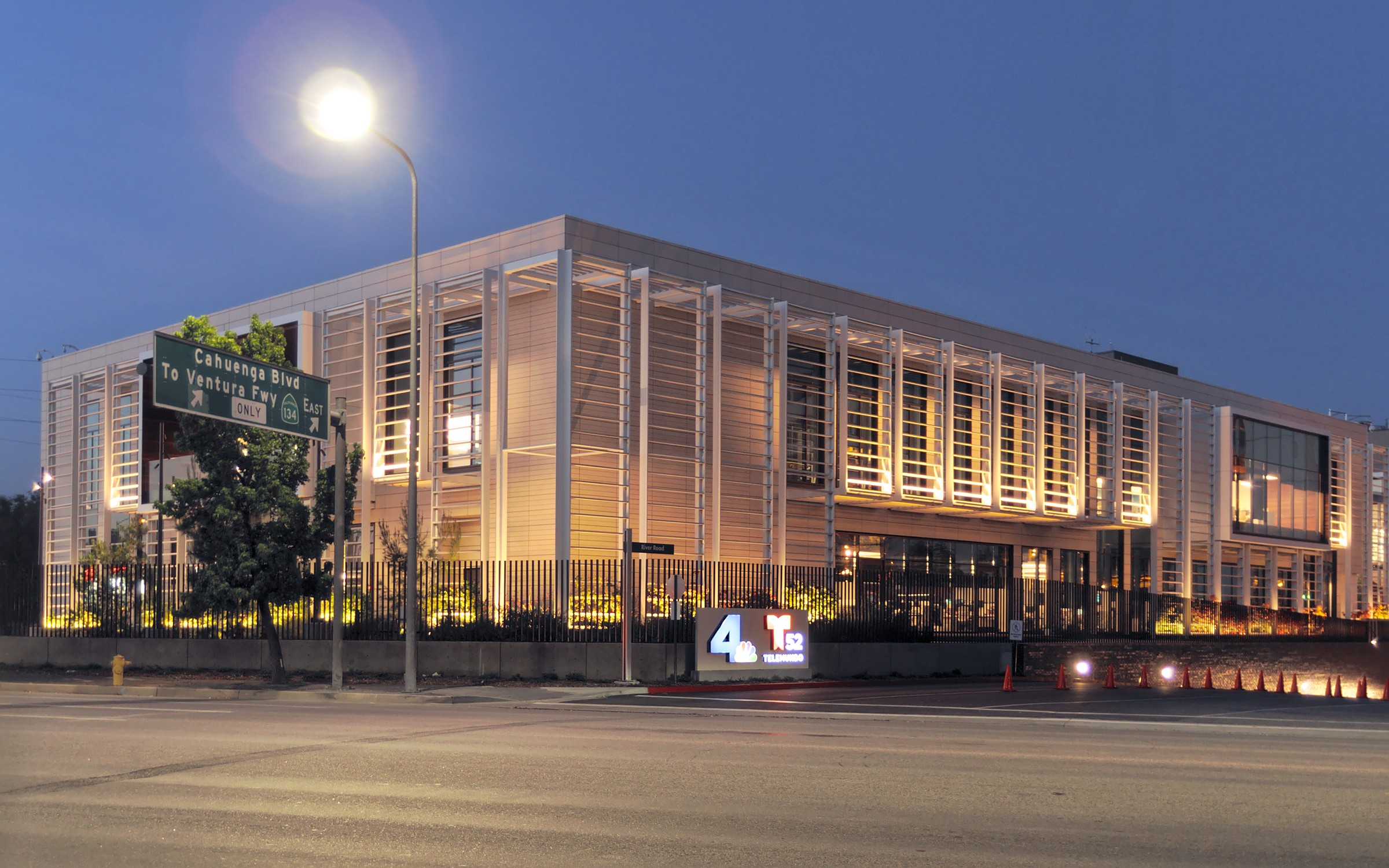
KNBCとテレムンドの看板があるゲート3

GEは、2011年にNBCユニバーサルの51％をケーブルプロバイダーのコムキャストに売却した。コムキャストはGEの旧子会社と自社のケーブルテレビ番組資産を合併し、現在のNBCユニバーサルを設立した。米連邦通信委員会（FCC）の承認を得て、2011年1月29日にコムキャストとGEの取引が完了した。2013年3月、コムキャストはNBCユニバーサルの残りの49％を167億ドルで買収した。
ユニバーサルは、エリオット・マネジメントとの複数年にわたる映画融資契約が2013年に終了した。 2013年夏、ユニバーサルは、トーマス・タルのレジェンダリー・ピクチャーズと、2014年から5年間、彼らの映画を配給する契約を結んだ（レジェンダリーがワーナー・ブラザース・ピクチャーズと結んだ同様の契約が終了する年である）。
2014年6月、ユニバーサル・パートナーシップズは、すべてのライセンスが最終的にNBCユニバーサルの中に集約されることを想定して、NBCとスプラウトの消費者製品のライセンスを引き継いだ。2015年5月、グラマシー・ピクチャーズはフォーカス・フィーチャーズによって、アクション、SF、ホラー映画に集中するジャンル・レーベルとして復活した。
2015年12月16日、アンブリン・パートナーズは、ユニバーサル・ピクチャーズと5年間の配給契約を結んだことを発表した。この契約によって、映画はユニバーサルかフォーカス・フィーチャーズのいずれかによって配給・販売されることになる。
2016年初頭、パーフェクト・ワールド・ピクチャーズはユニバーサルとの長期共同出資契約を発表したが、これは中国企業が米国の主要スタジオとの複数年のスレート契約に直接出資した初めての例となった。
2016年4月28日、ユニバーサルの親会社であるNBCユニバーサルは、38億ドルを投じてドリームワークス・アニメーションを買収することを発表した。2016年8月22日、この取引は完了した。
2017年2月15日、ユニバーサル・ピクチャーズはアンブリン・パートナーズの少数株式を取得し、ユニバーサルとアンブリンの関係を強化し、ドリームワークス・ピクチャーズのレーベルの少数比率をドリームワークス・アニメーションと再会させた。
2019年12月、ユニバーサル・ピクチャーズは、レゴの玩具をベースにした今後の長編映画のプロパティを配給するための初期交渉に入った。「LEGO ムービー」のオリジナルキャラクターは、現在もワーナー・ブラザース・ピクチャーズが所有しているが、ユニバーサル・ピクチャーズが今後の作品の配給者となり、レゴ映画の追加開発を行う。

## 事業部門・子会社
- ユニバーサル・ピクチャーズ・インターナショナル
  - ユニバーサル・インターナショナル・ディストリビューション
- ユニバーサル・ピクチャーズ・ホームエンターテイメント
  - ユニバーサル・ホームエンターテイメント・プロダクションズ
  - ユニバーサル1440 エンターテイメント
    - ユニバーサル・アニメーション・スタジオ

  - ユニバーサル・プレイバック
  - スタジオ・ディストリビューション・サービス（ワーナー・ブラザース ホームエンターテイメントとの合弁事業）
- フォーカス・フィーチャーズ
- ユニバーサル・ピクチャーズ・インターナショナル・エンターテイメント
- ユニバーサル・ピクチャーズ・コンテンツ・グループ
  - NBCユニバーサル・エンターテイメントジャパン
- ワーキング・タイトル・フィルムズ
  - WT2 プロダクションズ
  - ワーキング・タイトル・テレビジョン
- イルミネーション
  - イルミネーション・スタジオ・パリ
  - ムーンライト
- ドリームワークス・アニメーション
  - ドリームワークス・アニメーションテレビジョン
  - ドリームワークス・クラシックス
    - ビッグ・アイディア・エンタテインメント（ドリームワークス・アニメーションの名義のみユニット）
    - ブルウィンクル・スタジオ（合弁）
    - ハーベイ・エンタテインメント（ドリームワークス・アニメーションの名義のみユニット）

  - ドリームワークス・シアトリカルズ
  - ドリームワークス・ニュー・メディア
    -       - ドリームワークスTV

  - ドリームワークス・プレス
- バック・ロット・ミュージック
- ユニバーサル・プロダクツ&エクスペリエンシズ
- ユナイテッド・インターナショナル・ピクチャーズ（50%、パラマウント・グローバルのパラマウント・ピクチャーズとの合弁事業）
- アンブリン・パートナーズ（少数株主）[12][13]（合弁）[14]
  - アンブリン・エンターテインメント
  - アンブリン・テレビジョン
  - ドリームワークス・ピクチャーズ
  - ストーリーテラー・ディストリビューション[15]
- Blumhouse Holdings, LLC（ジェイソン・ブラムとジェームズ・ワンとの少数株主）[16]
  - ブラムハウス・プロダクションズ
  - アトミック・モンスター
  - BH Tilt（with ネオン）
  - BlumHansonAllen Films
  - Blumhouse Books
  - Blumhouse Games
  - Blumhouse International
  - Blumhouse Television（55%）
  - Haunted Movies

## 映画ライブラリ
ユニバーサルはハリウッドの他のメジャー同様豊富な映画ライブラリを保有する。ユニバーサルが創業以来製作してきた短編映画・長編映画（ただし1931年版の『哀愁』、および1936年版の『ショウボート』は現在ワーナー・ブラザースが所有し、1947年の映画『二重生活』はリパブリック・ピクチャーズ（現在はパラマウント映画）が所有する）、レヴュー・プロダクションやユニバーサルが製作してきたテレビ番組のほとんどはユニバーサルがライブラリに所有している。加えて、ユニバーサルは1948年以前にパラマウントが製作したトーキー長編映画のほぼすべても所有する（これらは1957年、MCAが名義のみの子会社EMKAを通じてパラマウントから買収しており、1962年のMCAによるデッカ買収でユニバーサルの管理下に移された。EMKAのライブラリには1948年のMGM製作のフランク・キャプラの映画『愛の立候補宣言』（State of the Union）もあるが、これはパラマウントがリバティー・フィルムズ買収時に手に入れたものである。またもともとパラマウントが製作したアルフレッド・ヒチコックの映画のうちいくつかも入っている）。ユニバーサルは、ウォルター・ランツ・プロダクションによるアニメーション映画のライブラリ（ウッディー・ウッドペッカー、チリー・ウィリーなど）も保有している。
ユニバーサルのアート映画部門フォーカス・フィーチャーズのライブラリには、同社の前身であるUSAフィルムズ、オクトーバー・フィルムズ、1996年から1999年までのポリグラム・フィルムド・エンターテインメント製作映画なども含まれている。また1973年以前のNBCのテレビ番組やテレビ映画のライブラリもユニバーサルが所有する。
またアルフレッド・ヒチコックの監督でワーナーが製作した映画『ロープ』、RKOの映画ライブラリの英国上映権などもユニバーサルが所有している。

### 興行収入の多い作品
ユニバーサルは、1年間に3本の10億ドル映画を公開した最初のスタジオ。2015年に『ワイルド・スピード SKY MISSION』、『ジュラシック・ワールド』、『ミニオンズ』で達成された。
| 順位 | 作品                                   | 年   | 興行収入     |
| ---- | -------------------------------------- | ---- | ------------ |
| 1    | ジュラシック・ワールド                 | 2015 | $652,270,625 |
| 2    | ザ・スーパーマリオブラザーズ・ムービー | 2023 | $574,939,710 |
| 3    | E.T. ‡                                 | 1982 | $439,251,124 |
| 4    | ジュラシック・ワールド/炎の王国        | 2018 | $417,719,760 |
| 5    | ジュラシック・パーク ‡                 | 1993 | $415,248,873 |
| 6    | ジュラシック・ワールド/新たなる支配者  | 2022 | $376,851,080 |
| 7    | ミニオンズ フィーバー                  | 2022 | $369,695,210 |
| 8    | ペット                                 | 2016 | $368,384,330 |
| 9    | 怪盗グルーのミニオン危機一発           | 2013 | $368,061,265 |
| 10   | ワイルド・スピード SKY MISSION         | 2015 | $353,007,020 |
| 11   | ミニオンズ                             | 2015 | $336,045,770 |
| 12   | オッペンハイマー                       | 2023 | $329,862,540 |
| 13   | ミート・ザ・ペアレンツ2                | 2004 | $279,261,160 |
| 14   | グリンチ                               | 2018 | $270,620,950 |
| 15   | SING/シング                            | 2016 | $270,329,045 |
| 16   | 怪盗グルーのミニオン大脱走             | 2017 | $264,624,300 |
| 17   | グリンチ                               | 2000 | $260,044,825 |
| 18   | ジョーズ                               | 1975 | $260,000,000 |
| 19   | 怪盗グルーの月泥棒 3D                  | 2010 | $251,513,985 |
| 20   | ブルース・オールマイティ               | 2003 | $242,829,261 |
| 21   | ワイルド・スピード EURO MISSION        | 2013 | $238,679,850 |
| 22   | ロスト・ワールド/ジュラシック・パーク  | 1997 | $229,086,679 |
| 23   | ボーン・アルティメイタム               | 2007 | $227,471,070 |
| 24   | ワイルド・スピード ICE BREAK           | 2017 | $226,008,385 |
| 25   | テッド                                 | 2012 | $218,815,487 |

| 順位 | 作品                                   | 年   | 興行収入       |
| ---- | -------------------------------------- | ---- | -------------- |
| 1    | ジュラシック・ワールド                 | 2015 | $1,670,400,637 |
| 2    | ワイルド・スピード SKY MISSION         | 2015 | $1,516,045,911 |
| 3    | ザ・スーパーマリオブラザーズ・ムービー | 2023 | $1,361,767,338 |
| 4    | ジュラシック・ワールド/炎の王国        | 2018 | $1,308,534,046 |
| 5    | ワイルド・スピード ICE BREAK           | 2017 | $1,238,764,765 |
| 6    | ミニオンズ                             | 2015 | $1,159,398,397 |
| 7    | ジュラシック・パーク ‡                 | 1993 | $1,058,298,560 |
| 8    | 怪盗グルーのミニオン大脱走             | 2017 | $1,034,800,131 |
| 9    | ジュラシック・ワールド/新たなる支配者  | 2022 | $1,003,700,664 |
| 10   | オッペンハイマー                       | 2023 | $976,120,348   |
| 11   | 怪盗グルーのミニオン危機一発           | 2013 | $970,761,885   |
| 12   | ミニオンズ フィーバー                  | 2022 | $939,628,210   |
| 13   | ペット                                 | 2016 | $875,457,937   |
| 14   | E.T. ‡                                 | 1982 | $797,103,542   |
| 15   | ワイルド・スピード EURO MISSION        | 2013 | $788,679,850   |
| 16   | 007/ノー・タイム・トゥ・ダイ           | 2021 | $774,153,007   |
| 17   | ワイルド・スピード/ジェットブレイク    | 2021 | $726,229,501   |
| 18   | ワイルド・スピード/スーパーコンボ      | 2019 | $721,040,050   |
| 19   | ワイルド・スピード/ファイヤーブースト  | 2023 | $720,165,774   |
| 20   | マンマ・ミーア!                        | 2008 | $694,476,782   |
| 21   | SING/シング                            | 2016 | $631,214,341   |
| 22   | ワイルド・スピード MEGA MAX            | 2011 | $626,137,675   |
| 23   | ロスト・ワールド/ジュラシック・パーク  | 1997 | $618,638,999   |
| 24   | フィフティ・シェイズ・オブ・グレイ     | 2015 | $571,006,128   |
| 25   | キング・コング                         | 2005 | $550,517,357   |

‡ 劇場用復刻版を含む。
日本で興行収入の多かった作品
| 順位 | タイトル                               | 年   | 興行収入（億円） |
| ---- | -------------------------------------- | ---- | ---------------- |
| 1    | ザ・スーパーマリオブラザーズ・ムービー | 2023 | 140.2            |
| 2    | E.T.                                   | 1982 | 135.0            |
| 3    | ジュラシック・パーク                   | 1993 | 128.5            |
| 4    | ジュラシック・ワールド                 | 2015 | 95.3             |
| 5    | バック・トゥ・ザ・フューチャー PART2   | 1989 | 95.0             |
| 5    | ロスト・ワールド/ジュラシック・パーク  | 1997 | 95.0             |
| 7    | ジョーズ                               | 1975 | 90.0             |
| 8    | バック・トゥ・ザ・フューチャー PART3   | 1990 | 82.0             |
| 9    | ジュラシック・ワールド/炎の王国        | 2018 | 80.7             |
| 10   | 怪盗グルーのミニオン大脱走             | 2017 | 73.1             |
| 11   | グリーンマイル                         | 2000 | 65.0             |
| 12   | ジュラシック・ワールド/新たなる支配者  | 2022 | 63.2             |
| 13   | バック・トゥ・ザ・フューチャー         | 1985 | 60.9             |
| 14   | レ・ミゼラブル                         | 2012 | 58.9             |
| 15   | ミニオンズ                             | 2015 | 52.1             |
| 16   | ジュラシック・パークIII                | 2001 | 51.3             |
| 17   | SING/シング                            | 2017 | 51.1             |
| 18   | ハンニバル                             | 2001 | 46.0             |
| 19   | ツイスター                             | 1996 | 45.3             |
| 20   | ミニオンズ フィーバー                  | 2022 | 44.4             |
| 21   | ペット                                 | 2016 | 42.4             |
| 22   | テッド                                 | 2013 | 42.3             |
| 23   | ワイルド・スピード ICE BREAK           | 2017 | 40.5             |
| 24   | ハムナプトラ2/黄金のピラミッド         | 2001 | 37.0             |
| 25   | ワイルド・スピード/ジェットブレイク    | 2021 | 36.7             |

## 日本での配給・ビデオソフト販売
米国外ではパラマウント映画と提携関係にあったことから、映画配給はUIP、ビデオソフト販売はパラマウントおよび日本ビクター（現：JVCケンウッド）との合弁会社であるCIC・ビクター ビデオ株式会社（現：パラマウント・ジャパン合同会社）から発売されていた。しかし、レーザーディスク（LD）ソフトは日本ビクターが対抗規格VHDの開発元だったことからパイオニアLDC（現：NBCユニバーサル・エンターテイメントジャパン）が販売元となっていた。DVDについては当初LDの後継ということでパイオニアLDCが販売元となっていたが、後にソニー・ピクチャーズ エンタテインメント（SPEJ）に変更された。
2001年、日本法人・ユニバーサル・ピクチャーズ・ジャパン株式会社（UNIVERSAL PICTURES (JAPAN) INC.、UPJ）を設立。ユニバーサル作品のビデオソフトは同社からリリースされるようになった。設立当初はソニー・ピクチャーズ、ハピネット、ジェネオン エンタテインメント（ジェネオン、旧パイオニアLDC）から販売されていたが、後に自社で発売・販売されるようになった。
しかし2007年にはジェネオンと提携、翌2008年3月リリースの『ボーン・アルティメイタム』以降の新作映画はジェネオンからリリースされ、UPJは旧作映画およびTVシリーズの販売のみ担当することになった。
2008年12月にジェネオンはNBCユニバーサルの傘下に入り、翌2009年2月にUPJと合併しジェネオン・ユニバーサル・エンターテイメントジャパン合同会社が発足。2013年12月に現在のNBCユニバーサル・エンターテイメントジャパン合同会社に商号変更した。
2025年1月20日、NBCユニバーサル・エンターテイメントジャパンが、ハピネット（ハピネット・メディアマーケティング）とビデオグラム包括ライセンス契約を締結し、同年7月1日より、（一部のビデオグラム化権を保有する作品を除く）ビデオソフトの製造・販売事業をハピネット・メディアマーケティングに移管した。
映画配給については、UIP日本法人の解体に伴い2007年後期より東宝東和配給となり、年間配給本数が減少傾向にあった同社の配給映画の増加に繋がった。